# Анна Цельська
Анна Цельська (кінець 1380 або початок 1381 — 20 або 21 березня 1416 у Кракові) — королева Польщі, друга дружина короля Владислава ІІ Ягайла, донька графа Цельського Вільгельма фон Цельє і Анни — доньки польського короля Казимира ІІІ.

## Життєпис

### Молодість у Цельє
У 1394, після смерті батька і другого одруження своєї матері, попала під опіку свого дядька, графа Германа ІІ фон Цельє. Наприкінці 1400 років до Цельє прибуло польське посольство, у складі якого були Іван з Обехова, Гінчка з Роґова та Ян з Островця. Вони прибули за наказом польського короля Владислава II Ягайла з метою укладання з графом Германом попередньої шлюбної угоди між Владиславом та Анною. Згідно з традицією вже помираюча Ядвіґа Анжуйська нібито рекомендувала, щоб Анна після неї зайняла польський трон. 23 квітня 1401 Папа Римський Боніфацій IX благословив майбутніх молодят, оскільки Анна була у третьому коліні спорідненою з першою дружиною Ягайла Ядвіґою.

### Одруження з Владиславом Ягайлом
16 липня 1401 року Анна прибула до Кракова, однак шлюб відкладався вісім місяців. 29 січня 1402 року у Кафедральному соборі святих Станіслава і Вацлава на Вавелі Анна Цельська стала другою дружиною Владислава Ягайла. 25 лютого 1403 у тому ж самому соборі Анна була коронована на короля Польщі.
Завдяки шлюбу з Анною король Польщі зміцнив свою владу у Королівстві, одружуючись із представницею династії П'ястів по родинній лінії. Королева часто супроводжувала короля у численних подорожах. У 1405 році запросила на Вавель свого дядька Германа Цельського, у 1410 році — свого дядька Зигмунта Люксембурзького, який був послом німецького короля. У 1412 році разом з чоловіком організувала весілля княгині мазовецької Цимбарки і австрійського князя Ернста. У роках 1413—1414 перебувала у Литві в зв'язку з місією християнізації Жмуді.

### Плітки
У період одруження з Ягайлом Анну підозрюють у невірності. 1407 року староста краківський Клеменс з Москожева (пол. Klemens z Moskorzewa) звинуватив королеву у зраді з польськими лицарями Якубом Кобилянським та Миколаєм Чайковським. Ці звинувачення були визнані неправдивими, архієпископ ґнєзенський Миколай Куровський зняв з Анни усі звинувачення. Роком пізніше була звинувачена у зраді з Яном Тенчинським, 1411 — з її недавнім захисником Миколаєм Куровським.

## Смерть і поховання
В кінці 1415 року Анна захворіла і 20 чи 21 березня 1416 року померла у Кракові. Була похована у катедрі на Вавелі поблизу вівтаря Святої Дороти. У шлюбі Анни і Ягайла була народжена 8 квітня 1408 року донька Ядвіга Ягеллонка (1408—1431)..
Дослідниця Кристина Перадзька стверджувала, що вона померла 21 травня 1416 та була похована в каплиці королеви Софії Краківської катедри (тепер тут пам'ятник графа Потоцького), також, посилаючись на напис надгробного каменя Ульрика фон Тека в костелі у Міндельгаймі, про дату смерти її матері у 1425 році.